# Catedral de Nuestra Señora del Carmen (Líbano)
La Catedral Nuestra Señora Del Carmen es el nombre que recibe un edificio religioso afiliado a la Iglesia católica dedicado a la Virgen María en su advocación de Nuestra Señora del Carmen. Está ubicada en la ciudad de Líbano en el departamento del Tolima en Colombia.
El templo que sigue el rito romano es la iglesia madre de la Diócesis de Líbano-Honda (Dioecesis Libanus-Hondanus) La iglesia está ubicada en el Parque principal Del Líbano Isidro Parra, en pleno corazón del Líbano.
- Datos: Q109424331
- Multimedia: Catedral de Líbano, Tolima / Q109424331